# Risō no musuko
Risō no musuko (理想の息子? letteralmente "Il figlio ideale") è un dorama invernale prodotto da Nippon Television in 10 puntate andato in onda nel 2012.

## Trama
La vicenda è incentrata su una giovane madre single, Umi, che ha sempre dato il massimo per allevare e crescere al meglio il figlio Daiki, senza il sostegno di alcuna figura paterna: ha avuto una vita difficile ma finora è sempre riuscita a cavarsela.
Il ragazzo sembra proprio essere il perfetto figlio obbediente, affetto però da un notevole "complesso materno": tutto quello che fa, a scuola e al club sportivo, lo fa esclusivamente per compiacere al massimo grado la "cara mamma".
Quando poi sembra che qualche uomo si voglia avvicinare più del dovuto alla madre, ecco che Daichi fa di tutto per rovinare l'incontro. In seguito Umi dovrà trovarsi un nuovo lavoro in una caffetteria frequentata dai più noti tra i ragazzi delle superiori: Daichi a questo punto abbandona il prestigioso istituto che frequentava e si mette a controllare la madre, per proteggerla da eventuali brutti incontri.

## Altri personaggi
- Kohei Takeda - Goro Uchiyama
- Tomohiro Waki - Iwao Tanba
- Masayo Umezawa
- Masako Miyaji
- Tokio Emoto
- Jingi Irie - Yuma Wanigawa
- Daisuke Moromizato
- Risa Sudo
- Uji Kiyotaka - Kiyo Ioka (classe 1-A)
- Ayaka Miyoshi - Sayaka Tamba
- Yoneko Matsukane (ep. 1)
- Kitaro (ep. 4)
- Takashi Kobayashi (ep.4)
- Jun Yoshinaga (ep.5)
- Kenji Anan - Masaomi Hyozuka (ep. 5)
- Ryu Ando (ep. 6)
- Kento Hayashi - Kinro (ep. 6-7)
- Shunsuke Kazama - Taka Tennoji (ep. 8)
- Anna Ishibashi - Sora Shinoda (ep. 9-10)

## Episodi
| Nº | Giapponese 「Kanji」 - Rōmaji                                                                            | In onda          | In onda |
| Nº | Giapponese 「Kanji」 - Rōmaji                                                                            | Giapponese       |         |
| 1  | 「邪悪な母VSマザコン息子」 - Jaaku na haha VS mazakon musuko                                             | 14 gennaio 2012  |         |
| 2  | 「息子の心が女子!? そのとき母は…」 - Musuko no kokoro ga joshi!? sono toki haha wa...                    | 21 gennaio 2012  |         |
| 3  | 「言わせて見せる!! クソババア!!」 - Iwase te miseru!! kusobabaa!!                                        | 28 gennaio 2012  |         |
| 4  | 「貧乏脱出神頼み! 象さんの青い鳥」 - Binbō dasshutsu kamidanomi! zō san no aoi tori                      | 4 febbraio 2012  |         |
| 5  | 「激闘! ファザコンVSマザコン!!」 - Gekitō! fazakon VS mazakon!!                                          | 11 febbraio 2012 |         |
| 6  | 「母ちゃんに新恋人!? 狼の群れ学園を襲う」 - Kāchan ni shin koibito!? ōkami no mure gakuen o osō          | 18 febbraio 2012 |         |
| 7  | 「迎えに来た父! パンダ学園を襲う」 - Mukae ni ki ta chichi! panda gakuen o osō                           | 25 febbraio 2012 |         |
| 8  | 「育てて損した!? 取り違え息子究極の選択」 - Sodate te son shi ta!? torichigae musuko kyūkyoku no sentaku | 3 marzo 2012     |         |
| 9  | 「息子に彼女!? 母ちゃんはオニ姑?」 - Musuko ni kanojo!? kāchan wa oni shūto?                             | 10 marzo 2012    |         |
| 10 | 「結婚反対!! 母VS息子最後の聖戦」 - Kekkon hantai!! haha VS musuko saigo no seisen                       | 17 marzo 2012    |         |